# Grodziska (województwo kujawsko-pomorskie)
Grodziska – wieś w Polsce położona w województwie kujawsko-pomorskim, w powiecie radziejowskim, w gminie Bytoń.
W latach 1975–1998 miejscowość położona była w województwie włocławskim.

## Historia
Grodziska w wieku XIX opisane są jako: wieś i folwark w  powiecie nieszawskim, gminie Bytoń, parafii Witowo. Są tu kopalnie torfu. Folwark Grodziska położony od Osięcin wiorst 7. Rozległość wynosi mórg 152, grunta orne i ogrody mórg 127, łąk mórg 21, pastwisk mórg 2, nieużytki i place mórg 2. Budowli murowanych 5.